# Флаг Курганской области
Флаг Курга́нской области является официальным символом общественно-исторического и государственно-административного статуса  Курганской области Российской Федерации, отражающим её географическое положение, исторический, социально-экономический и политический путь развития.
Закон Курганской области от 1 декабря 1997 года № 90 «О гербе и флаге Курганской области» (принят Курганской областной Думой 25 ноября 1997 года). Действует в ред. Законов Курганской области от 13 мая 1998 года № 119, от 03 сентября 2002 года № 218, от 03 октября 2006 года № 180, от 04 мая 2007 года № 247, от 30 ноября 2007 года № 310, от 03 марта 2008 года № 346, от 26 сентября 2008 года № 392, от 04 мая 2010 года № 3.

## Описание
Флаг Курганской области представляет собой прямоугольное полотнище, ширина и длина которого соотносятся как 1:2, разделённое по горизонтали на три равновеликие полосы белого, изумрудного (зелёного) и белого цветов.
В центральной части изумрудной (зелёной) полосы — курганная эмблема из герба Курганской области: два серебряных кургана (холма), один за другим, силуэты курганов разделены изумрудным (зелёным) контуром.
Обратная сторона флага является зеркальным отображением его лицевой стороны.
Флаг Курганской области может воспроизводиться как в виде полотнища, так и в виде вымпела. В последнем случае изображение курганной эмблемы на центральной изумрудной (зеленой) полосе вымпела воспроизводится поперек продольной оси полотнища. Таким же образом допускается воспроизведение курганной эмблемы при вертикальном вывешивании (воспроизведении) полотнища флага Курганской области.
Оригиналы герба и флага Курганской области в цветном и черно-белом авторском исполнении, а также их описания находятся на хранении в постоянной экспозиции Курганского областного краеведческого музея и доступны для ознакомления всем заинтересованным лицам. Курганский областной краеведческий музей производит периодическую реставрацию оригиналов герба и флага Курганской области.

## Неофициальное название
Вскоре после своего рождения флаг Курганской области с лёгкой руки депутата Курганской областной Думы Виктора Николаевича Татаурова получил прозвище «женщина, плывущая на спине».

## Знамя Курганской области
Знамя Курганской области с прикреплённым Н.С. Хрущевым в марте 1961 года орденом Ленина находится в здании Курганской областной Думы.